# Стуров, Владимир Константинович
Владимир Константинович Стуров (29 января 1948, Майкоп, Краснодарский край — 9 января 2008) — российский политический деятель. Депутат Совета Федерации Федерального Собрания Российской Федерации от Эвенкийского автономного округа в 1994—1996 гг.

## Биография
Родился 29 января 1948 года в Майкопе. Образование высшее профессиональное. Окончил Ленинградский горный институт (1971), Новосибирскую высшую партийную школу. Награждён орденом Дружбы, медалью «Ветеран труда».
Трудовую деятельность начинал в 1964 году в должности поискового работника в экспедиции № 20 Затем работал техником-геологом, а потом — прорабом в этой же экспедиции.
С 1974 по 1978 год — инструктор ОК КПСС.
Заместитель председателя Байкитского райисполкома (1978—1990),председатель Байкитского райисполкома (1990—1991), затем глава районной администрации (1991—2001). Председатель собрания представителей Байкитского района Эвенкийского автономного округа с 1995 г. Одна из улиц в селе Байкит названа в честь Владимира Стурова.
Народный депутат РСФСР (1990—1993), член Комитета Верховного Совета по вопросам работы Советов народных депутатов и развитию самоуправления, член депутатской группы «Россия». Депутат Совета Федерации Федерального Собрания РФ первого созыва (1994—1996). Избран 12 декабря 1993 по Эвенкийскому двухмандатному избирательному округу № 88. С февраля по апрель 1994 — член Комитета СФ по делам Федерации, Федеративному договору и региональной политике, с апреля 1994 по январь 1996 — член Комитета СФ по делам Севера и малочисленных народов.
С 14 марта 2002 и по 2005 — заместитель губернатора Эвенкийского автономного округа, начальник территориального управления по Байкитскому району. 
В 2002 году Владимиру Константиновичу присвоен квалификационный разряд «действительный государственный советник ЭАО» II класса.
В последние годы работал представителем кампании ЗАО «Славнефть - Красноярскнефтегаз» на территории Эвенкии.
Умер после тяжелой болезни 9 января 2008 года в Красноярске.

## Семья
Отец — Стуров Константин Васильевич (1925—2000), учитель истории, кандидат педагогических наук. Участник Великой Отечественной войны. 
Мать — 	Стурова Тамара Петровна (1921—1998), учитель начальных классов. Участник Великой Отечественной войны. 
Был женат. Дочь — Алена, сын — Андрей.